# Sorin Socol

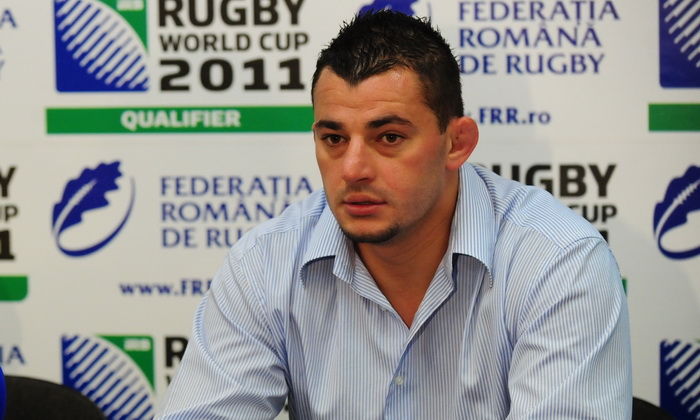

Sorin Socol (n. el 30 de noviembre de 1977 en Bucarest, Rumania) es un jugador de rugby rumano. Ha jugado más de 40 partidos para su país y actualmente es el capitán de la selección nacional. Juega como segunda línea. 
Tras ser elegido jugador del torneo en la Copa Mundial de Rugby Sub-21, donde fue capitán de Rumania, se fue al rugby francés. Jugó para el Brive, al mismo tiempo que estudiaba administración de empresas. Jugó 5 años para la primera división del Brive, desde 1998 hasta 2003. Hizo su debut internacional jugando para el seleccionado rumano ante España el 18 de febrero de 2001. Al principio de la temporada 2003/2004 se mudó a Agen, donde participó del Top 14 y la Heineken Cup. Fue capitán de Rumania por primera vez el 30 de october de 2003, en un partido contra Namibia en la Copa Mundial de 2003. Después de dejar al Agen, jugó para el Pau, en la temporada 2007/2008 del torneo francés Pro D2. También fue capitán de Rumania en el partido de esta contra Italia en la Copa Mundial de Rugby de 2007.